# 莫肯 (密蘇里州)
莫肯（英語：Mokane）是位於美國密蘇里州卡勒韋縣的城市。

## 人口
根據2020年美國人口普查的數據，莫肯的面積為0.76平方千米，皆為陸地。當地共有人口188人，而人口密度為每平方千米247人。